# Zavodskói (Yeisk, Krasnodar)
Zavodskói (del ruso: Заводской) es un posiólok del raión de Yeisk del krai de Krasnodar, en Rusia. Está situado a orillas del arroyo Korzhova, afluente del río Yáseni, en la península de Yeisk, 33 km al sudeste de Yeisk y 159 km al noroeste de Krasnodar, la capital del krai. Tenía 700 habitantes en 2010.
Pertenece al municipio Yéiskoye.

## Transporte
La estación de ferrocarril más cercana está en Aleksándrovka.